# Tipula mainensis
Tipula mainensis är en tvåvingeart som beskrevs av Alexander 1915. Tipula mainensis ingår i släktet Tipula och familjen storharkrankar. Inga underarter finns listade i Catalogue of Life.